# 北島町 (豊橋市)
北島町（きたじまちょう）は、愛知県豊橋市の地名。

## 地理
豊橋市北西部に位置する。東は船町、西は三ツ相町・野田町、南は南島町・大橋通3丁目、北は下地町・横須賀町に接する。

### 字一覧
- 北島（きたじま）[WEB 5]
- 外川原（そとがわら）[WEB 5]
- 高田（たかだ）[WEB 5]
- 中川原（なかがわら）[WEB 5]
- 西川原（にしがわら）[WEB 5]

## 歴史

### 人口の変遷
国勢調査による人口および世帯数の推移。
| 1995年（平成7年）  | 606世帯 1831人 |  |
| 2000年（平成12年） | 688世帯 1900人 |  |
| 2005年（平成17年） | 745世帯 1971人 |  |
| 2010年（平成22年） | 837世帯 2097人 |  |
| 2015年（平成27年） | 866世帯 2064人 |  |

## 交通
- JR東海道本線[1]
- JR飯田線船町駅[1]
- 名鉄名古屋本線[1]

## 施設
- 松葉保育園[1]
- 曹洞宗薬師寺[1]
- 青木神社[1]

### WEB
1. ↑  “愛知県豊橋市の町丁・字一覧”.   人口統計ラボ. 2023年4月13日閲覧。
2. ↑  総務省統計局 (2017年1月27日). “平成27年国勢調査の調査結果(e-Stat) - 男女別人口及び世帯数 －町丁・字等” (CSV). 2021年7月21日閲覧。
3. ↑  “愛知県豊橋市の郵便番号一覧”.   日本郵便. 2023年4月13日閲覧。
4. ↑  “市外局番の一覧” (PDF).   総務省 (2022年3月1日). 2022年3月22日閲覧。
5. 1 2 3 4 5  “愛知県豊橋市 住所一覧から地図を検索”.   ONE COMPATH. 2023年8月17日閲覧。
6. ↑  総務省統計局 (2014年3月28日). “平成7年国勢調査の調査結果(e-Stat) - 男女別人口及び世帯数 －町丁・字等” (CSV). 2021年7月20日閲覧。
7. ↑  総務省統計局 (2014年5月30日). “平成12年国勢調査の調査結果(e-Stat) - 男女別人口及び世帯数 －町丁・字等” (CSV). 2021年7月20日閲覧。
8. ↑  総務省統計局 (2014年6月27日). “平成17年国勢調査の調査結果(e-Stat) - 男女別人口及び世帯数 －町丁・字等” (CSV). 2021年7月21日閲覧。
9. ↑  総務省統計局 (2012年1月20日). “平成22年国勢調査の調査結果(e-Stat) - 男女別人口及び世帯数 －町丁・字等” (CSV). 2021年7月21日閲覧。
10. ↑  総務省統計局 (2017年1月27日). “平成27年国勢調査の調査結果(e-Stat) - 男女別人口及び世帯数 －町丁・字等” (CSV). 2021年7月21日閲覧。

### 書籍
1. 1 2 3 4 5 6 7 8  「角川日本地名大辞典」編纂委員会 1989, p. 1786.